# Ophion gerdius
Ophion gerdius är en stekelart som beskrevs av Ian D. Gauld och Mitchell 1981. Ophion gerdius ingår i släktet Ophion och familjen brokparasitsteklar. Inga underarter finns listade i Catalogue of Life.